# 바예지드 2세
바예지드 2세(오스만 튀르크어: بايزيد ثانى, 튀르키예어: II. Bayezid, 1447년 ~ 1512년 5월 26일)은 오스만 제국의 제8대 술탄이다(재위 1481년 - 1512년).
이슬람만의 독자적인 문화를 선호했던 그는 술탄에 즉위한 후 부황 메흐메드 2세처럼 친유럽 성향 정책을 거부하고 이슬람 율법을 가르치는 학교 설립이나 정부에서 차압한 종교재산 원상회복, 모스크 건립, 활발한 정복활동 등의 정책을 추진하였다.
‘정의로운 바예지드(Bayezid Adlî)’라고 불릴 만큼 경건하고 신앙심이 깊은 무슬림이었던 그는 특히 자선사업에 깊은 관심을 보였으며, 다른 종교에 대해서도 너그러운 태도를 유지했다. 그러나 페르시아의 신흥 왕조였던 사파비 왕조나 국경분쟁을 벌이던 맘루크 왕조와의 전쟁에서 효과적으로 대처하지 못했으며, 재위 말기에는 아들 셀림과 아메드의 제위계승분쟁이 일어났다.
결국 바예지드의 지지를 얻은 셀림 1세는 1512년에 제위를 넘겨받고 바예지드 2세를 유폐시켰다. 바예지드는 바로 다음달에 사망하였다.

## 군제개혁
오스만 제국이 화기를 도입한 것은 14세기 말이었으나, 대체로 공성전에서만 사용되었다. 바예지드 2세의 시기에 야전에서도 화기를 사용하게끔 하는 군제 개혁이 이루어졌다.

## 바예지드 치세기의 의의
바예지드 2세의 치세는 안정적이고 안전한 상황 속에서 경제적으로 대단히 발전한 시기이다. 에디르네와 부르사는, 이 시기에 지어진 모스크들, 대상들의 숙소들을 비롯한 거대한 건축물들로 보건데, 계속해서 급속도로 발전하였다. 당대의 사가 이븐 케말은 바예지드가 부황과 같이 위대한 정복자라기보다는 부황의 정복지를 단단히 굳힌 군주라고 평가했다. 이 시기는 후일 셀림 1세와 술레이만 1세가 위대한 정복을 할 수 있게 만들어주었다. 바예지드는 오스만 육군과 해군을 개혁했다. 화기의 사용은 셀림 1세가 이집트의 맘룩조나 이란의 이스마일에 대해 결정적인 승리를 취할 수 있게 했다.